# ويكيبيديا البشتوية
ويكيبيديا البشتوية (بالبشتوية: پښتو ويکيپېډيا)‏ هي الإصدار باللغة البشتوية من موسوعة ويكيبيديا تاريخ إطلاقها كان في سبتمبر 2003. في أبريل، 2021 وصل عدد المقالات 20٬462.

## الإحصائيات
| عدد المستخدمين المسجلين | عدد المستخدمين النشيطين | عدد المقالات | صفحات المحتوى | عدد التعديلات | عدد الملفات المرفوعة | عدد الإداريين |
| ----------------------- | ----------------------- | ------------ | ------------- | ------------- | -------------------- | ------------- |
| 35٬396                  | 61                      | 20٬462       | 72٬584        | 349٬042       | 1٬808                | 3             |

## مسار التقدم
- فبراير 2006، عدد المقالات 100.[3]
- فبراير 2009، عدد المقالات 1,000.[3]
- فبراير 2014، عدد المقالات 5,000.